# ラスール朝

ラスール朝

1264年のラスール朝の支配領域

ラスール朝 (アラビア語: بنو رسول) は、13世紀から15世紀にかけてイエメンを支配したスンナ派のイスラーム王朝。アイユーブ朝に仕えたテュルク系のアミールであるマンスール1世を創始者とする。
1229年にイエメンを治めるアイユーブ朝のスルターンの代理となったマンスール1世はラスール朝を創始する。その後も外向きにはアイユーブ朝への忠誠を示していたが、1235年にアッバース朝のカリフからイエメン支配の承認を得て名実ともに独立した。マンスール1世を継いだムザッファル1世がラスール朝の最盛期とされている。ラスール朝は国際貿易の一大中継地として栄えたが、たびたび内紛が発生した。特に第12代スルターンの死後は5人のスルターンが立って抗争を繰り広げたため分裂状態となり、その中でターヒル家が台頭した。1454年に第17代スルターンであるムアイヤド2世がターヒル家に身柄を確保されたことでラスール朝は滅亡し、ターヒル家によるターヒル朝が成立した。

## 歴史

### 背景
9世紀の初め、正統カリフ時代に始まり、西はイベリア半島のピレネー山脈、東はヒマラヤ山脈に至ったムスリムによる征服活動が停止したことにより、地中海世界においてアッバース朝とビザンツ帝国の勢力が均衡した。また、イベリア半島ではアブド・アッラフマーン1世のもとで後ウマイヤ朝の基礎が整えられた。こうしたことなどを要因として、紅海を経由した交易が盛んになり、イエメンは地中海世界とインド洋世界の重要な結節点となった。なお、イエメンとはマッカ（メッカ）以南の南西アラビアを広く指す単語であり、時代や史料によって変動はあるものの、ほぼ現在のイエメン共和国の領域を示している。
1169年にサラーフッディーンがザンギー朝の実権を握ったことに始まるアイユーブ朝にとって、紅海経由の交易路の安全を確保することは喫緊の課題であった。そのため、サラーフッディーンは1173年に兄のトゥーラーン・シャーが率いるテュルク・クルド系で構成される部隊をイエメンに派遣した。当時のイエメンにはマフディー朝やズライゥ朝、ハムダーン朝などの地方政権が割拠していたが、アイユーブ朝軍はそれらを打ち破り、ザイド派勢力が支配していた北部を除くイエメンの支配を確立した。これによって成立したイエメン・アイユーブ朝は、アイユーブ一族の者をスルターンとし、先行する諸王朝が構築していた支配体制とアイユーブ朝の行政機構を組み合わせてイエメンを統治した。
ラスール家がイエメンに流入した時期については2つの説がある。1つ目は、トゥーラーン・シャーとともに1173年に侵攻したという説であり、2つ目は、1183年に流入したという説である。いずれにせよ、ラスール家はアイユーブ朝のスルターンのアミールとしてイエメンに流入した。
ラスール家はムハンマド・ブン・ハールーンを始祖とする一族である。同家の出自が南アラブ系だとする史書も在るが、そのほかの史料や現代の研究から、同家はテュルク系だと考えられている。ラスール（アラビア語: رسول）とはアラビア語で使徒を意味し、ムハンマド・ブン・ハールーンのあだ名に由来する。

### ラスール朝の成立
イエメン・アイユーブ朝の6代目スルターンであるマスウード・ユースフはヌール・アッディーン（後のマンスール1世）に厚い信頼を寄せていた。1228年または1229年（ヒジュラ暦626年）、新たな任地に移ることとなったマスウードは、次のスルターンが派遣されるまでの代行者としてヌール・アッディーンを指名した。しかし、マスウードは道中で死去し、また、次のスルターンは派遣されてこなかった。そのため、この1229年にラスール朝が成立したとされている。ヌール・アッディーンはこの年からマンスールと名乗るようになった。マンスール1世は外向きにはアイユーブ朝のカリフに忠誠を示していたが、1233年には独自に貨幣の鋳造を始めた。1235年にアッバース朝のカリフであるムスタンスィルよりイエメン支配の承認を受け、これによってラスール朝は名実ともに独立した。
ラスール朝の当初の領域はアイユーブ朝時代に支配した、紅海沿いの平原であるティハーマと南イエメンだった。マンスール1世は南部の山岳地帯のタイッズから北部のサナアに至るまで支配地域を広げ、また、アイユーブ朝が十字軍の対処に追われている隙をついてヒジャーズに派兵し、1241年または1242年にはマッカからアイユーブ朝の勢力を排除した。この際にマンスール1世はマッカのマスジド・ハラームの西側にマドラサを建設した。このほか、マンスール1世はマディーナの外港であるヤンブゥを支配した。
1249年または1250年、マンスール1世はタイッズの北にあるジャナドにおいて、自らの甥の差し金によって護衛であるマムルークに殺害された。マンスール1世の3人の息子の間では激しい後継者争いが起こり、ムザッファル1世が2代目スルターンとなった。

### ムザッファル1世の治世
ムザッファル1世の治世はラスール朝における最盛期とされている。ムザッファル1世の初期の治世は、マンスール1世が放置していたティハーマと南イエメンの支配を再び確立することに費やされた。その後、ムザッファル1世は、北はヒジャーズ、東はハドラマウトまで支配し、さらに東にあり、乳香の産地として名高く海上交易ルートの重要な結節点としても栄えていたズファールに派兵した。当時のズファールはハブーディー朝と呼ばれる王朝の首都であった。ムザッファルは1279年の夏にズファールに侵攻を開始した。ハブーディー朝はスルターンであったサーリムのもとで激しく抵抗したが敗北し、サーリムは処刑された。こうした広域の支配を確立したことによりラスール朝は運輸・貿易における影響力を得た。インド洋やペルシア湾、中国の商人や有力者はラスール朝に相次いで使者を派遣して通商関係の強化に努めた。
ムザッファル1世の治世においてタイッズが新たにラスール朝の首都となった。

### ムザッファル1世以降

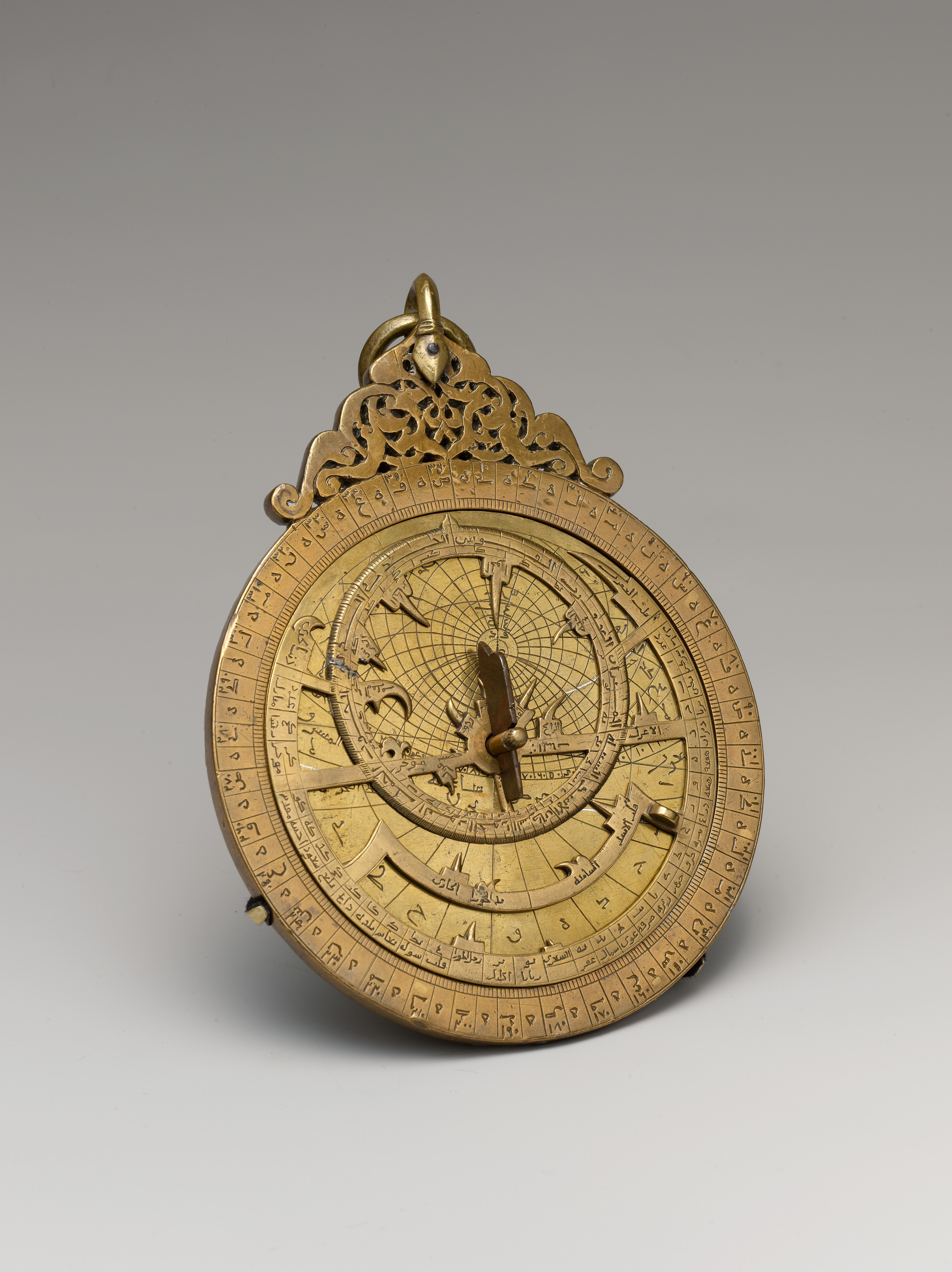
アシュラフ1世が王位に就く前に作成したアストロラーベ。アシュラフ1世は様々な学術的文書を残しており、その中にはアストロラーベの作成に関するものもある。

1295年、死期を悟ったムザッファル1世は息子であるアシュラフ1世を次期スルターンに指名してスルターン位を移譲した。ムザッファル1世は同年に死去した。ムザッファル1世の死去の報を聞いたアシュラフ1世の兄弟であるムアイヤド1世は、スルターン位を狙ってアシュラフ1世を攻撃した。アシュラフ1世はこれを撃退し、ムアイヤド1世は幽閉された。
アシュラフ1世は1296年、在位2年目にして急死した。アシュラフ1世の息子であるアーディルとナースィルはそれぞれ遠方に滞在していたため、幽閉されていたムアイヤド1世が第4代スルターンに即位した。これ以降、ムアイヤド1世の直系の子孫がラスール朝のスルターンとなる。ムアイヤド1世の治世にはザイド派勢力の攻撃やクルド人などによる反乱、また、兄弟であるマスウード1世や、前述のナースィルによる謀反が発生するなど政治的な混乱が発生した。しかし、経済は安定的な成長を続けた。
ムアイヤド1世の後を継いだムジャーヒドは即位後から叔父にあたるマンスールやその息子であるザーヒルとスルターン位を巡って対立した。ザーヒルは12年に渡ってティハーマを支配したため、この間、ラスール朝は2つに分割された。この内紛に誘発されてラスール朝の各地で部族衝突が発生した。これを受けてムジャーヒドはマムルーク朝のスルターンであるナースィルに援軍の派遣を要請した。イエメンへの勢力拡大を狙っていたナースィルはイエメンに向けてマムルークとアラブの混合部隊を派遣した。マムルーク朝軍は1325年にザビードに侵入した。これを知ったザビードの住民やザーヒルはムジャーヒドに降伏し、ラスール朝は統一へ向かった。
マムルーク朝軍によってイエメンが支配されることを恐れたムジャーヒドは、彼らへの糧食や物資の提供を拒んだ。これを受けてマムルーク朝軍は各都市で略奪を行ったが、1325年8月にはマッカに撤退した。

### 内紛と滅亡
第12代スルターンであるアシュラフ4世以降、5人のスルターンが次々に擁立され、激しい内部抗争を繰り広げたため、ラスール朝は分裂状態となった。1442年、第13代スルターンにはムザッファル2世が立ったが、同年にはアブド（後述）によってナースィル2世が第15代スルターンとして担がれたほか、翌年の1443年にはザビードの守備隊や住民に擁立されて第10代スルターンであるアシュラフ3世の息子であるマスウードが第16代スルターンとなった。ムザッファル2世とマスウードは武力を用いた内紛を開始し、首都であるタイッズを巡って1448年まで抗争を繰り広げた。ムザッファル2世とマスウードの内紛による混乱と弱体化を嫌悪したザビードの守備軍らは1451年、新たにムアイヤド2世を第17代スルターンとして擁立した。しかし、その後、ザビードの有力者は、当時アデンを占領していた、南部山岳地帯出身の部族であるターヒル家に帰順した。ターヒル家は急速にイエメンの都市を制圧した。
1454年、ムアイヤド2世はアデンにてターヒル家によって身柄を確保され、全ての所持品を没収された。これによってラスール朝は滅亡し、ターヒル家によるターヒル朝が成立した。ムアイヤド2世にはわずかな武器と馬が与えられてマッカへ亡命し、1466年、そこで死去した。

### 年表
- 1173年または1183年 - ラスール家がイエメンに流入
- 1229年 - ヌール・アッディーン（マンスール1世）によってラスール朝が成立
- 1235年 - アッバース朝カリフよりイエメン支配の承認を得たことによりラスール朝が名実ともに独立
- 1249年または1250年 - マンスール1世が暗殺される
- 1279年 - ムザッファル1世が海上交易ルートの重要な結節点であるズファールを征服
- 1321年 - ムジャーヒドが即位。ムジャーヒドの即位を認めない勢力との間で争いが起こり、分裂状態になる
- 1325年 - マムルーク朝軍によるイエメン侵攻。これによって分裂状態が収束
- 1439年 - アシュラフ4世が即位。これ以降、5人のスルターンが立ちラスール朝は分裂状態になる
- 1454年 - ムアイヤド2世がターヒル家に確保されたことによりラスール朝が滅亡。ターヒル朝が成立

## 政府・行政

### 王権
ラスール朝の君主はスルターンであった。第2代スルターンであるムザッファル1世は1258年にアッバース朝のカリフであるムスタスィムがフレグ率いるモンゴル軍に殺害されると自らをカリフと称するようになったが、ムザッファル1世以降のスルターンが積極的にカリフを名乗った形跡はない。ラスール朝のスルターンたちの墓は、廟のような形式を取らず、自らが設立したマドラサの内部に作られた。墓は化粧しっくいや金箔で装飾された豪華なものだった。ラスール家の娘たちは主に学者と結婚させられたが、時には他の部族と政略結婚をすることがあった。

### 行政・宮廷機関
ラスール朝の行政機関や宮廷機関は、イエメン・アイユーブ朝など、ラスール朝に先行する諸王朝のものが継承された。例えば、食材の分配に関与した宮廷組織であり、「館」を意味する「ハーナ」という機関が挙げられる。ラスール朝の官僚機構は、アイユーブ朝の支配体制を継承したマムルーク朝から影響を受けたという説があるが、馬場 (2017)は、ラスール朝の基盤となる機構はマムルーク朝成立以前に完成していたとしている。また、ラスール朝に存在する宮廷機関も存在した。例えば、応接館と呼称される、宮廷訪問者への対応をする機関が存在した。
ラスール朝の宮廷に従事していた去勢された奴隷であるハーディムのうち、高位のものはタワーシーと呼ばれた。タワーシーはアミールとして軍を率いたほか、スルターンの代理を務めた。また、ラスール家の家内を監督するズィマームという役職を務めることもあった。タワーシーはこうした責務と引き換えにイクターを授与されるといった恩恵を享受した。また、タワーシーはラスール朝の各地に様々な建築物を建設した。
マラーキブ・アッ＝ディーワーン (marākib al-dīwān) と呼ばれたラスール朝の行政機関は、アデンとエジプトの港であるアイダーブとの間で物資や人々を運ぶための艦隊を有していた。また、後述するように、ラスール朝は商人の船を海賊から守るという目的で、ガレー船で構成されるシャワーニー船団という海軍戦力を有していた。シャワーニー船団はムザッファル1世の時代にズファールを攻略する際にも用いられた。

### 司法
ラスール朝には司法機構としてシャーフィイー学派の大カーディーが置かれ、その下にカーディーやハーキムが設置されていた。カーディーの任免は大カーディーの職務だったが、2代スルターンであるムザッファルの治世には大カーディーではなく、ウラマーの名門であるイムラーン家によってカーディーが任命されていた。ムザッファルの治世においてイムラーン家は司法で勢力を伸ばし、中央官職で特権的な地位を占めたが、これによって同家による不正が発生し、ラスール朝の司法に混乱が生じた。しかし、ムザッファルの息子であり第3代スルターンであるアシュラフの死後、同じくウラマーの名門であるムハンマド・ブン・ウマル家が台頭したことを一因としてイムラーン家は失脚した。その後、ムハンマド・ブン・ウマル家も、第4代スルターンであるムアッヤドの転覆を謀って失敗したことで失脚した。

## 社会

### 民族
ラスール朝は、元々イエメンに住んでいた人々が多数派を占めていたが、アイユーブ朝の侵攻以来、イエメンには北方からテュルク・クルド系が、また、東アフリカからヌビア系、エチオピア系の人々が流入していた。アフリカ系とイエメン人との混血が進んだほか、クルド系は、イエメン社会との同化が進んだため1388年以降の史料には登場しなくなった。

### 交通
ラスール朝においてはザビード、タイッズとアデンが交通の要衝となっており、ラスール朝を移動するラクダ引きの起点ならびに終点となっていた。ザビードは紅海沿岸に広がる平原であるティハーマに位置する都市で、古くからマッカ巡礼への中継都市として用いられていた。特に、ザビードから北へ向かう街道は「スルターンの道」と呼ばれていた。タイッズは南部の高原地域に位置しており、ラスール王家の居住地が置かれていた。また、アデンは古くから国際貿易港として機能しており、商業活動を中心とする都市だった。

### 奴隷
ラスール朝のもとでは男性を指すアブドや去勢された男性を指すハーディム、女性を指すジャーリヤと呼ばれる奴隷が存在した。こうした奴隷はエチオピアやザンジュからラスール朝へもたらされた。2021年現在のイエメンにはアフダームと呼ばれる被差別民が存在する。アフダームは多数派のイエメン人と比べて肌の色が黒いほかアフリカ系の顔立ちをしており、こうした奴隷がアフダームになったという説がある。ラスール家や諸部族が有していた男性奴隷であるアブドはしだいに特定の集団となった。アブドは農耕してラスール朝に税を納め、また、ラスール朝からは穀物が支給された。アブドは軍事力を有してラスール朝に協力した。しかし、第5代ムジャーヒドとザーヒルとの間でラスール朝が内紛状態になった際にはザーヒル側につくなどラスール朝に反抗することもあった。

## 経済

### 貨幣

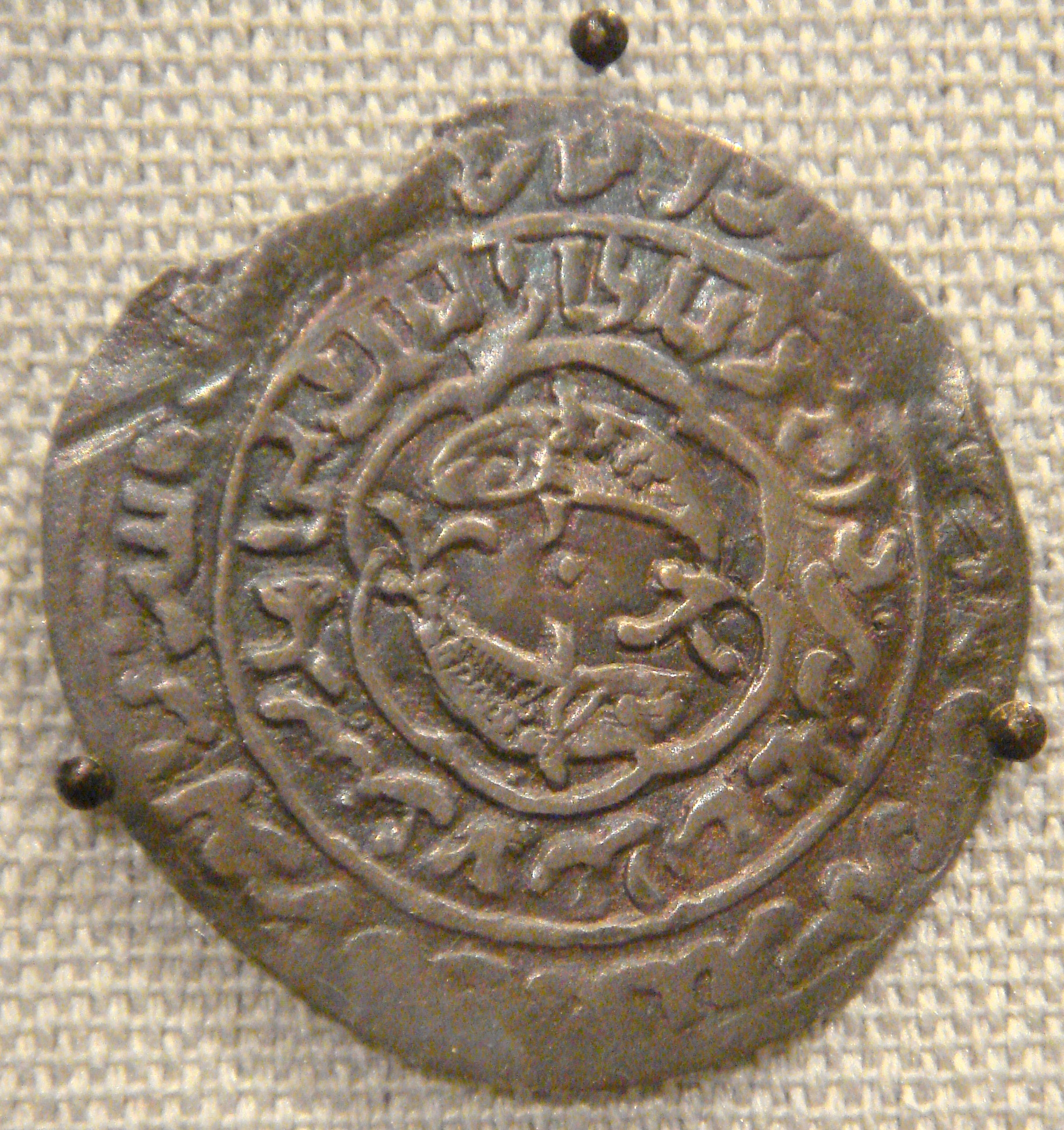
アデンで鋳造されたラスール朝の貨幣。魚が刻印されている。

全てのスルターンが貨幣を製造した。貨幣は主にアデンやタイッズ、ザビード、そしてティハーマにあり、マッカ巡礼道の宿駅として栄えていた都市であるマフジャムで鋳造された。ラスール朝の貨幣には生き物が刻印されており、鋳造された場所によって刻印が異なる。アデンで鋳造されたものには魚が、タイッズで鋳造されたものには座った人間が、ザビードで鋳造されたものには鳥が、マフジャムで鋳造されたものにはライオンが刻印された。

### 税制
ラスール朝はインド洋世界と地中海世界を結ぶ結節点にあったことを利用して、支配下にある主要な港湾では入港税を徴収したほか、輸入品目ごとに細かく規定された関税、仲介税、また、また、カーリミー商人など商人の船を守るという目的で設立された海軍戦力であるシャワーニー船団の維持・運営という名目で、商人からシャワーニー税を徴収した。こうした税制はアイユーブ朝のものが踏襲された。このほかにも農業地帯からはハラージュが徴収された。ただし、王族や高官、カーディー、ファキーフの私有地や遺産は免税対象となっていた。

### 農業
イエメンはアラビア半島のなかで唯一可耕地をもつ地域であり、降雨と灌漑システムの発達によって「緑のイエメン」として知られていた。なかでもザビードを中心としたティハーマは農業生産性が高かった。ザビードの周辺ではザクロやナツメヤシ、ショウガなどが生産されていた。それらは一度ザビードに集められてから各地に輸送されていた。また、タイッズの周辺ではサトウキビが生産、加工されていたほか、タイッズの北方にあるジャナドでは肉や香料、香辛料が供給されていた。

### 貿易
ラスール朝はイエメンからヒジャーズに至るまでの広域な支配を確立しており、国際運輸や貿易活動に大きな影響を及ぼした。ラスール朝はカリカットやクーラム・マライといったインドの諸都市、キーシュといったペルシア湾の港などとの通商関係を深め、国際運輸・貿易の一大中継地となった。インド洋・地中海間の貿易に大きな影響力を及ぼすようになると共に、当時新興勢力として台頭していたカーリミー商人との間に緊密な連携が築かれ、彼らから安全保障費用としてシャワーニー税（保安税 / al-shawānī）を徴収することと引き換えに、支配下にある主要港の警備・監督官、徴税業務の長官にカーリミー商人の代表者を任命し、またワズィール（宰相）職にも登用した。13世紀から14世紀にかけてカーリミー商人によるエジプト・イエメン・インド間の貿易が最盛期を迎え、この時期がラスール朝にとっても最も経済が安定した時期となった。アデンには多数のインド人商人たちも集まり、イブン・バットゥータはアデンに出入りするインド商船の数の多さを記録している。当時のアデンはまた、アラブ産の馬をインドに輸出する重要な中継拠点であった。ナースィル1世の治世である1418年から1419年にかけては明の鄭和が率いる艦隊がラスール朝のアデンを訪れ、中国からの贈り物が献上された。

## 文化

### 宗教

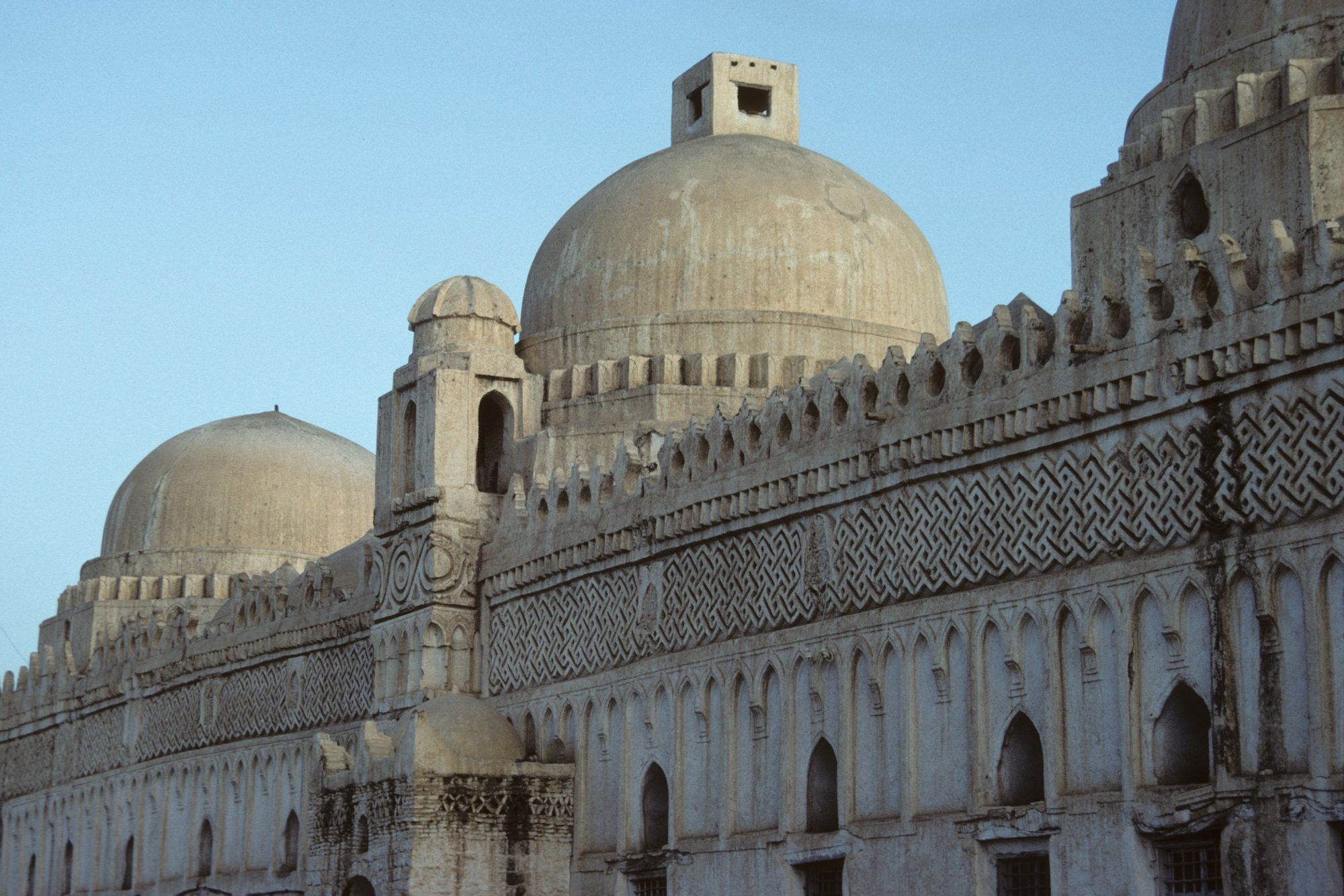
ムザッファル1世によって建造されたムザッファル・モスク。複数のドームが設置されている。

ラスール朝はスンナ派の王朝だった。200年に渡るラスール朝の支配によってイエメン南部やティハーマにはスンナ派が定着した。イエメン北部にはシーア派の分派であるザイド派が広がっていた。ラスール朝の時代、ザイド派は大いに伸長しており、ラスール朝はこれに対抗してスンナ派の維持と拡大を図っていた。
ラスール朝では積極的に建設事業が行われており、モスクはマドラサに次いで多く建設された。ラスール朝において建設されたモスクは、複数のドームが設置されるというアイユーブ朝の建築様式が継承されたものだった。ラスール朝の影響下において、複数のドームが設置される建築様式のモスクがイエメンで広がった。

### 学問
ラスール朝の歴代のスルターンの多くは学者であった。彼らは幅広い分野に興味を示し、学問を奨励していた。例えば、第3代アシュラフ1世は天文学や暦法、農業についての著作を残しているほか、法学者であった第6代アフダルは農業技術についての著作を残している。例えば、ザビードで教鞭を取っていたウラマーが法学書を作成した際には48,000ディルハムの報酬がスルターンから与えられた。他にも、辞書学者であったマジドッディーン・フィールーザーバーディーがスルターンに招聘されてイエメンに到着した際には4,000ディルハムが与えられた。
ラスール朝においては様々な建設事業が行われたが、なかでも高等教育機関であるマドラサが最も多く、69校が建設された。これはラスール朝での建設事業の過半数を占めている。こうしたマドラサはワクフによって運営された。多くのマドラサを建設した理由について、栗山 (1994)は、外国人勢力だったラスール朝がイエメンの人々に対して自分たちの権威を認めさせるためであり、またシーア派の分派であるザイド派に対抗してスンナ派勢力の維持と拡大を図ったためであると推測している。イエメン内に限らず、1241年または1242年にマッカからアイユーブ朝勢力を追放した際には、初代のマンスール1世はマッカにシャーフィイー学派のマドラサを設立した。このマドラサは北アフリカからマッカを訪れた巡礼者より称賛を受けた。また、第2代ムザッファル1世や、第5代ムジャーヒド、第6代アフダルもマッカにマドラサを設立した。

## 歴代君主
馬場 (2017)をもとに作成。
1. マンスール1世（在位：1229年 - 1249年または1250年）
2. ムザッファル1世（在位：1249年または1250年 - 1295年）
3. アシュラフ1世（在位：1295年 - 1296年）
4. ムアイヤド1世（在位：1296年 - 1321年）
5. ムジャーヒド（在位：1321年 - 1363年）
6. アフダル（在位：1363年 - 1377年）
7. アシュラフ2世（在位：1377年 - 1400年）
8. ナースィル1世（在位：1400年 - 1424年）
9. マンスール2世（在位：1424年 - 1427年
10. アシュラフ3世（在位：1427年 - 1428年）
11. ザーヒル（在位：1428年 - 1439年）
12. アシュラフ4世（在位：1439年 - 1442年）
13. ムザッファル2世（在位：1442年 - ？）
14. ムファッダル（在位：1442年）
15. ナースィル2世（在位：1442年 - 1443年）
16. マスウード（在位：1443年 - 1454年）
17. ムアイヤド2世（在位：1451年 - 1454年）

### 系図
日本イスラム協会 (2002)ならびに馬場 (2017)をもとに作成。
|  |  |                 |                 | マンスール1世1   |                 |                 |                 |                |                |                |                |                |                |                 |                 |                 |                 |                 |                 |  |  |                 |                 |                 |                 |                 |                 |            |            |                 |                 |                 |                 |                 |                 |  |  |                   |                   |                   |                   |                   |                   |  |  |                |                |                |                |                |                |  |  |  |  |  |  |  |  |  |  |  |  |  |  |  |  |  |  |  |  |  |  |  |  |  |  |  |  |
|  |  |                 |                 |                  |                 |                 |                 |                |                |                |                |                |                |                 |                 |                 |                 |                 |                 |  |  |                 |                 |                 |                 |                 |                 |            |            |                 |                 |                 |                 |                 |                 |  |  |                   |                   |                   |                   |                   |                   |  |  |                |                |                |                |                |                |  |  |  |  |  |  |  |  |  |  |  |  |  |  |  |  |  |  |  |  |  |  |  |  |  |  |  |  |
|  |  |                 |                 | ムザッファル1世2 |                 |                 |                 |                |                |                |                |                |                |                 |                 |                 |                 |                 |                 |  |  |                 |                 |                 |                 |                 |                 |            |            |                 |                 |                 |                 |                 |                 |  |  |                   |                   |                   |                   |                   |                   |  |  |                |                |                |                |                |                |  |  |  |  |  |  |  |  |  |  |  |  |  |  |  |  |  |  |  |  |  |  |  |  |  |  |  |  |
|  |  |                 |                 |                  |                 |                 |                 |                |                |                |                |                |                |                 |                 |                 |                 |                 |                 |  |  |                 |                 |                 |                 |                 |                 |            |            |                 |                 |                 |                 |                 |                 |  |  |                   |                   |                   |                   |                   |                   |  |  |                |                |                |                |                |                |  |  |  |  |  |  |  |  |  |  |  |  |  |  |  |  |  |  |  |  |  |  |  |  |  |  |  |  |
|  |  |                 |                 |                  |                 |                 |                 |                |                |                |                |                |                |                 |                 |                 |                 |                 |                 |  |  |                 |                 |                 |                 |                 |                 |            |            |                 |                 |                 |                 |                 |                 |  |  |                   |                   |                   |                   |                   |                   |  |  |                |                |                |                |                |                |  |  |  |  |  |  |  |  |  |  |  |  |  |  |  |  |  |  |  |  |  |  |  |  |  |  |  |  |
|  |  | アシュラフ1世3  | アシュラフ1世3  | アシュラフ1世3   | アシュラフ1世3  | アシュラフ1世3  | アシュラフ1世3  |                |                | ムアイヤド1世4 | ムアイヤド1世4 | ムアイヤド1世4 | ムアイヤド1世4 | ムアイヤド1世4  | ムアイヤド1世4  |                 |                 |                 |                 |  |  |                 |                 |                 |                 |                 |                 |            |            |                 |                 |                 |                 |                 |                 |  |  |                   |                   |                   |                   |                   |                   |  |  |                |                |                |                |                |                |  |  |  |  |  |  |  |  |  |  |  |  |  |  |  |  |  |  |  |  |  |  |  |  |  |  |  |  |
|  |  | アシュラフ1世3  | アシュラフ1世3  | アシュラフ1世3   | アシュラフ1世3  | アシュラフ1世3  | アシュラフ1世3  |                |                | ムアイヤド1世4 | ムアイヤド1世4 | ムアイヤド1世4 | ムアイヤド1世4 | ムアイヤド1世4  | ムアイヤド1世4  |                 |                 |                 |                 |  |  |                 |                 |                 |                 |                 |                 |            |            |                 |                 |                 |                 |                 |                 |  |  |                   |                   |                   |                   |                   |                   |  |  |                |                |                |                |                |                |  |  |  |  |  |  |  |  |  |  |  |  |  |  |  |  |  |  |  |  |  |  |  |  |  |  |  |  |
|  |  |                 |                 |                  |                 |                 |                 |                |                | ムジャーヒド5  |                |                |                |                 |                 |                 |                 |                 |                 |  |  |                 |                 |                 |                 |                 |                 |            |            |                 |                 |                 |                 |                 |                 |  |  |                   |                   |                   |                   |                   |                   |  |  |                |                |                |                |                |                |  |  |  |  |  |  |  |  |  |  |  |  |  |  |  |  |  |  |  |  |  |  |  |  |  |  |  |  |
|  |  |                 |                 |                  |                 |                 |                 |                |                |                |                |                |                |                 |                 |                 |                 |                 |                 |  |  |                 |                 |                 |                 |                 |                 |            |            |                 |                 |                 |                 |                 |                 |  |  |                   |                   |                   |                   |                   |                   |  |  |                |                |                |                |                |                |  |  |  |  |  |  |  |  |  |  |  |  |  |  |  |  |  |  |  |  |  |  |  |  |  |  |  |  |
|  |  |                 |                 |                  |                 |                 |                 |                |                |                |                |                |                |                 |                 |                 |                 |                 |                 |  |  |                 |                 |                 |                 |                 |                 |            |            |                 |                 |                 |                 |                 |                 |  |  |                   |                   |                   |                   |                   |                   |  |  |                |                |                |                |                |                |  |  |  |  |  |  |  |  |  |  |  |  |  |  |  |  |  |  |  |  |  |  |  |  |  |  |  |  |
|  |  | アブドゥッラー  | アブドゥッラー  | アブドゥッラー   | アブドゥッラー  | アブドゥッラー  | アブドゥッラー  |                |                | アフダル6      | アフダル6      | アフダル6      | アフダル6      | アフダル6       | アフダル6       |                 |                 |                 |                 |  |  |                 |                 |                 |                 |                 |                 |            |            |                 |                 |                 |                 |                 |                 |  |  |                   |                   |                   |                   |                   |                   |  |  |                |                |                |                |                |                |  |  |  |  |  |  |  |  |  |  |  |  |  |  |  |  |  |  |  |  |  |  |  |  |  |  |  |  |
|  |  | アブドゥッラー  | アブドゥッラー  | アブドゥッラー   | アブドゥッラー  | アブドゥッラー  | アブドゥッラー  |                |                | アフダル6      | アフダル6      | アフダル6      | アフダル6      | アフダル6       | アフダル6       |                 |                 |                 |                 |  |  |                 |                 |                 |                 |                 |                 |            |            |                 |                 |                 |                 |                 |                 |  |  |                   |                   |                   |                   |                   |                   |  |  |                |                |                |                |                |                |  |  |  |  |  |  |  |  |  |  |  |  |  |  |  |  |  |  |  |  |  |  |  |  |  |  |  |  |
|  |  |                 |                 |                  |                 |                 |                 |                |                |                |                |                |                |                 |                 |                 |                 |                 |                 |  |  |                 |                 |                 |                 |                 |                 |            |            |                 |                 |                 |                 |                 |                 |  |  |                   |                   |                   |                   |                   |                   |  |  |                |                |                |                |                |                |  |  |  |  |  |  |  |  |  |  |  |  |  |  |  |  |  |  |  |  |  |  |  |  |  |  |  |  |
|  |  | ユースフ        | ユースフ        | ユースフ         | ユースフ        | ユースフ        | ユースフ        |                |                | アシュラフ2世7 | アシュラフ2世7 | アシュラフ2世7 | アシュラフ2世7 | アシュラフ2世7  | アシュラフ2世7  |                 |                 |                 |                 |  |  |                 |                 |                 |                 |                 |                 |            |            |                 |                 |                 |                 |                 |                 |  |  |                   |                   |                   |                   |                   |                   |  |  | ウスマーン     | ウスマーン     | ウスマーン     | ウスマーン     | ウスマーン     | ウスマーン     |  |  |  |  |  |  |  |  |  |  |  |  |  |  |  |  |  |  |  |  |  |  |  |  |  |  |  |  |
|  |  | ユースフ        | ユースフ        | ユースフ         | ユースフ        | ユースフ        | ユースフ        |                |                | アシュラフ2世7 | アシュラフ2世7 | アシュラフ2世7 | アシュラフ2世7 | アシュラフ2世7  | アシュラフ2世7  |                 |                 |                 |                 |  |  |                 |                 |                 |                 |                 |                 |            |            |                 |                 |                 |                 |                 |                 |  |  |                   |                   |                   |                   |                   |                   |  |  | ウスマーン     | ウスマーン     | ウスマーン     | ウスマーン     | ウスマーン     | ウスマーン     |  |  |  |  |  |  |  |  |  |  |  |  |  |  |  |  |  |  |  |  |  |  |  |  |  |  |  |  |
|  |  |                 |                 |                  |                 |                 |                 |                |                |                |                |                |                |                 |                 |                 |                 |                 |                 |  |  |                 |                 |                 |                 |                 |                 |            |            |                 |                 |                 |                 |                 |                 |  |  |                   |                   |                   |                   |                   |                   |  |  |                |                |                |                |                |                |  |  |  |  |  |  |  |  |  |  |  |  |  |  |  |  |  |  |  |  |  |  |  |  |  |  |  |  |
|  |  | マリク          | マリク          | マリク           | マリク          | マリク          | マリク          |                |                | ナースィル1世8 | ナースィル1世8 | ナースィル1世8 | ナースィル1世8 | ナースィル1世8  | ナースィル1世8  |                 |                 |                 |                 |  |  |                 |                 |                 |                 | ザーヒル11      | ザーヒル11      | ザーヒル11 | ザーヒル11 | ザーヒル11      | ザーヒル11      |                 |                 |                 |                 |  |  | マリク            | マリク            | マリク            | マリク            | マリク            | マリク            |  |  | イスマーイール | イスマーイール | イスマーイール | イスマーイール | イスマーイール | イスマーイール |  |  |  |  |  |  |  |  |  |  |  |  |  |  |  |  |  |  |  |  |  |  |  |  |  |  |  |  |
|  |  | マリク          | マリク          | マリク           | マリク          | マリク          | マリク          |                |                | ナースィル1世8 | ナースィル1世8 | ナースィル1世8 | ナースィル1世8 | ナースィル1世8  | ナースィル1世8  |                 |                 |                 |                 |  |  |                 |                 |                 |                 | ザーヒル11      | ザーヒル11      | ザーヒル11 | ザーヒル11 | ザーヒル11      | ザーヒル11      |                 |                 |                 |                 |  |  | マリク            | マリク            | マリク            | マリク            | マリク            | マリク            |  |  | イスマーイール | イスマーイール | イスマーイール | イスマーイール | イスマーイール | イスマーイール |  |  |  |  |  |  |  |  |  |  |  |  |  |  |  |  |  |  |  |  |  |  |  |  |  |  |  |  |
|  |  |                 |                 |                  |                 |                 |                 |                |                |                |                |                |                |                 |                 |                 |                 |                 |                 |  |  |                 |                 |                 |                 |                 |                 |            |            |                 |                 |                 |                 |                 |                 |  |  |                   |                   |                   |                   |                   |                   |  |  |                |                |                |                |                |                |  |  |  |  |  |  |  |  |  |  |  |  |  |  |  |  |  |  |  |  |  |  |  |  |  |  |  |  |
|  |  | ナースィル2世15 | ナースィル2世15 | ナースィル2世15  | ナースィル2世15 | ナースィル2世15 | ナースィル2世15 | マンスール2世9 | マンスール2世9 | マンスール2世9 | マンスール2世9 | マンスール2世9 | マンスール2世9 | アシュラフ3世10 | アシュラフ3世10 | アシュラフ3世10 | アシュラフ3世10 | アシュラフ3世10 | アシュラフ3世10 |  |  | アシュラフ4世12 | アシュラフ4世12 | アシュラフ4世12 | アシュラフ4世12 | アシュラフ4世12 | アシュラフ4世12 |            |            | ムアイヤド2世17 | ムアイヤド2世17 | ムアイヤド2世17 | ムアイヤド2世17 | ムアイヤド2世17 | ムアイヤド2世17 |  |  | ムザッファル2世13 | ムザッファル2世13 | ムザッファル2世13 | ムザッファル2世13 | ムザッファル2世13 | ムザッファル2世13 |  |  | ムファッダル14 | ムファッダル14 | ムファッダル14 | ムファッダル14 | ムファッダル14 | ムファッダル14 |  |  |  |  |  |  |  |  |  |  |  |  |  |  |  |  |  |  |  |  |  |  |  |  |  |  |  |  |
|  |  | ナースィル2世15 | ナースィル2世15 | ナースィル2世15  | ナースィル2世15 | ナースィル2世15 | ナースィル2世15 | マンスール2世9 | マンスール2世9 | マンスール2世9 | マンスール2世9 | マンスール2世9 | マンスール2世9 | アシュラフ3世10 | アシュラフ3世10 | アシュラフ3世10 | アシュラフ3世10 | アシュラフ3世10 | アシュラフ3世10 |  |  | アシュラフ4世12 | アシュラフ4世12 | アシュラフ4世12 | アシュラフ4世12 | アシュラフ4世12 | アシュラフ4世12 |            |            | ムアイヤド2世17 | ムアイヤド2世17 | ムアイヤド2世17 | ムアイヤド2世17 | ムアイヤド2世17 | ムアイヤド2世17 |  |  | ムザッファル2世13 | ムザッファル2世13 | ムザッファル2世13 | ムザッファル2世13 | ムザッファル2世13 | ムザッファル2世13 |  |  | ムファッダル14 | ムファッダル14 | ムファッダル14 | ムファッダル14 | ムファッダル14 | ムファッダル14 |  |  |  |  |  |  |  |  |  |  |  |  |  |  |  |  |  |  |  |  |  |  |  |  |  |  |  |  |
|  |  |                 |                 |                  |                 |                 |                 |                |                |                |                |                |                | マスウード16    |                 |                 |                 |                 |                 |  |  |                 |                 |                 |                 |                 |                 |            |            |                 |                 |                 |                 |                 |                 |  |  |                   |                   |                   |                   |                   |                   |  |  |                |                |                |                |                |                |  |  |  |  |  |  |  |  |  |  |  |  |  |  |  |  |  |  |  |  |  |  |  |  |  |  |  |  |